# ストゥリー 女に呪われた町
『ストゥリー 女に呪われた町』（ストゥリー おんなにのろわれたまち、Stree）は、2018年に公開されたインドのホラーコメディ映画。アマル・カウシクが監督、ラージ・ニディモール&クリシュナDKが脚本家を務め、主要キャストとしてシュラッダー・カプール、ラージクマール・ラーオ、パンカジ・トリパーティー、アパルシャクティ・クラーナー、アビシェーク・バナルジーが出演している。カルナータカ州の都市伝説「ナーレ・バー」を題材とした本作はシュラッダーとラージクマールにとって最も収益性の高い出演作品の一つとなり、映画自体もスリーパー・ヒットを記録した。
2018年7月26日に予告編が公開され、8月31日に劇場公開された。『ストゥリー 女に呪われた町』は製作費2億3000万ルピーに対して興行収入18億ルピーを記録、興行的に大きな成功を収めた。第64回フィルムフェア賞では10部門にノミネートされ、アマル・カウシクは新人監督賞を受賞した。

## ストーリー
マディヤ・プラデーシュ州チャンデーリーには毎年4日間行われる祭りの間、魔女「ストゥリー」によって町の男が衣服を残して連れ去られるという伝説があった。人々は家の壁に「ストゥリー、明日来て」と魔除けの言葉を書き、男たちは午後10時以降は外出を控え、複数で行動してストゥリーに狙われないようにしていた。
仕立て屋の息子ヴィッキーは毎年祭りの時期に町を訪れる女と出会い、彼女からレヘンガを仕立て直して欲しいと依頼される。祭りの1日目に入り、ヴィッキーはビットゥーやジャナーなどの友人たちとダンサーを呼び飲み明かしていたが、ヴィッキーが誤って魔除けの言葉を消してしまったためストゥリーが現れ、友人のナレーンドラが連れ去らわれてしまう。翌朝、再び女と出会ったヴィッキーは新たにトカゲの尻尾や白猫の毛などの怪しい品物を調達するように依頼される。2日目の夜、ヴィッキーは女に調達した品物を渡して2人きりの時間を過ごすが、気が付くと女は姿を消していた。同じころ、ビットゥーと別れて祭りの帰路に着いていたジャナーがストゥリーに連れ去られ街中な大騒ぎとなった。ビットゥーは祭りの時期に現れ、ヴィッキー以外の誰も姿を見ていない女がストゥリーだと疑い、ヴィッキーに気を付けるように忠告する。
ヴィッキーとビットゥーはジャナーを助けるため、ストゥリーを研究しているルドラの元を訪れる。ルドラは町の歴史が書かれた本を取り出し、ストゥリーは人気の娼婦で恋人との結婚を控えていたが、嫉妬した町の男たちによって惨殺されたことを聞かされる。3日目の夜、ヴィッキーたちはストゥリーが死んだ廃砦に向かいジャナーを探すが、ヴィッキーは1人になったところをストゥリーに襲われる。しかし、ストゥリーはヴィッキーを連れ去ろうとせず、その場に駆け付けた女にヴィッキーは助け出される。女はヴィッキーに対し、3年前に恋人をストゥリーに連れ去られ、それ以来ストゥリーを退治するために町を訪れていたことを語り、協力してストゥリーを退治しようとする。廃砦からの帰路、ヴィッキーたちはジャナーを発見して町に連れて帰る。翌朝、町の男たちが大勢ストゥリーに連れ去られ、男たちの妻や母親が騒ぎ出す。魔除けの言葉はストゥリーに操られたジャナーによって消されており、ジャナーはビットゥーたちに襲い掛かるが、女の助けでジャナーの拘束に成功する。
ヴィッキーたちは歴史書の著者シャーストゥリーの元を訪れてストゥリーを退治する方法を聞き、条件を満たす男がストゥリーとの初夜を過ごすことで町を救うことができると告げる。ヴィッキーが条件を満たす男であることが判明し、彼はその中で自分の母親が娼婦だったことを知り衝撃を受ける。彼は父親を問い詰めるが、父親の気持ちを知り事実を受け入れ、事実を知りながら自分を差別しなかった町の人々のためにストゥリーに立ち向かうことを決意する。4日目の夜、ルドラたちはストゥリーを誘い込んで殺そうとするが、ジャナーが暴れた隙にストゥリーによってヴィッキーが廃砦に連れ去られる。ヴィッキーはストゥリーが本当の愛情と尊敬を求めていることに気付き、直後に駆け付けた女によってストゥリーは気絶させられる。女はストゥリーを殺すように告げるが、ヴィッキーはストゥリーを殺すことを躊躇い、女は殺す代わりに髪を切り落として魔力を奪うように提案する。髪を切られたストゥリーは魔力が半減して姿を消し、連れ去られたジャナーたちが戻ってくる。
翌朝、女はヴィッキーと別れを交わして町を去る。彼女はバスの中でストゥリーの髪を自分の髪に取り込んで魔力を手に入れ、姿を消す。1年後、祭りの夜に町を訪れたストゥリーだったが、町の入り口に書かれた「ストゥリー、町を守って」の言葉と彼女の像を見たストゥリーは町に入らず、その場にたたずんでいた。

## キャスト
- 謎の女 - シュラッダー・カプール
- ヴィッキー - ラージクマール・ラーオ
- ルドラ - パンカジ・トリパーティー[11]
- ビットゥー - アパルシャクティ・クラーナー（英語版）[12]
- ジャナー - アビシェーク・バナルジー（英語版）[13]
- ストゥリー - フローラ・サイニ（英語版）[14]
- シャーストゥリー - ヴィジャイ・ラーズ（英語版）[15]
- ナレーンドラ - アーカーシュ・ダバーデ
- ヴィッキーの父 - アトゥル・シュリーワースタワ
- ジャナーの母 - スニタ・ラージワール（英語版）
- 政党指導者 - ムシュタク・カーン（英語版）
- 仕立て屋の助手 - ラームクリシュナ・ダーカド
- 「Kamariya」シーン登場 - ノラ・ファテヒ（アイテム・ナンバー）[16]
- 「Aao Kabhi Haveli Pe」シーン登場 - クリティ・サノン（アイテム・ナンバー）[17]

## 製作

### 企画
2017年11月28日、ディネーシュ・ヴィジャンはラージ・ニディモール&クリシュナDKが執筆した新作映画の主演俳優にラージクマール・ラーオを起用することを発表し、12月8日にはシュラッダー・カプールがTwitterでラージクマールと共演することを公表した。2018年1月11日に映画のタイトルが「Stree」と発表され、同時にラージ・ニディモール&クリシュナDKの監督映画『インド・オブ・ザ・デッド』で助監督を務めたアマル・カウシクが監督に起用されたことも明かされた。ラージクマールには役作りのためにミシンが用意され、専門の仕立て屋が20日間かけて彼に裁縫を指導した。

### 撮影

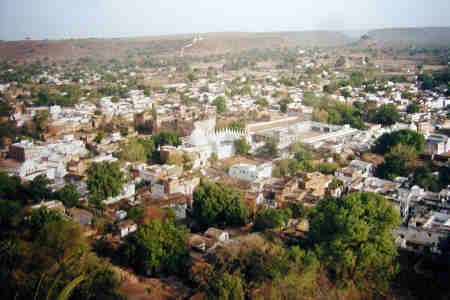
チャンデーリー

2018年1月13日からマディヤ・プラデーシュ州チャンデーリーで主要撮影が始まり、同月30日に第1スケジュールの撮影が終了した。第2スケジュールの撮影は3月にボーパールで行われた。ディネーシュによるとボーパールの土地を撮影場所に選んだ理由は、その土地に伝わる不思議な物語を聞いたことがきっかけであり、撮影チームは現地の人々から物語を聞いた後、安全を確保するために必要な注意事項の説明を受けた。説明を聞いた撮影チームは注意事項をまとめたガイドラインを作成し、撮影の間、部屋中にガイドラインを掲示して注意喚起していたという。シュラッダーは10日以内にスケジュールの50%の撮影を終え、5月1日に最終スケジュールの撮影が終了した。同月にはムンバイでシュラッダーとラージクマールが参加したプロモーションソングの撮影が行われた。

### 音楽
サウンドトラックの作曲はサチン＝ジガル、作詞はヴァーユが手掛けているが、「Aao Kabhi Haveli Pe」のみバードシャーとジガル・サライヤが作詞している。映画音楽はケタン・ソーダが作曲し、『ミッション:インポッシブルシリーズ』のメインテーマをアレンジした曲が含まれている。ザ・ヒンドゥーのヴィピン・ナーイルはサウンドトラックに2.5/5の星を与え、ザ・タイムズ・オブ・インディアのデーバラティ・S・センは「大衆の心に訴えかける曲」と批評している。

## 評価

### 興行収入
2018年8月31日に公開され、公開初日の国内興行収入は6830万ルピーを記録した。公開初週末の興行収入は3億2270万ルピーを記録し、製作費2億3000万ルピーを上回った。公開第1週の興行収入は6億390万ルピーを記録している。

### 批評

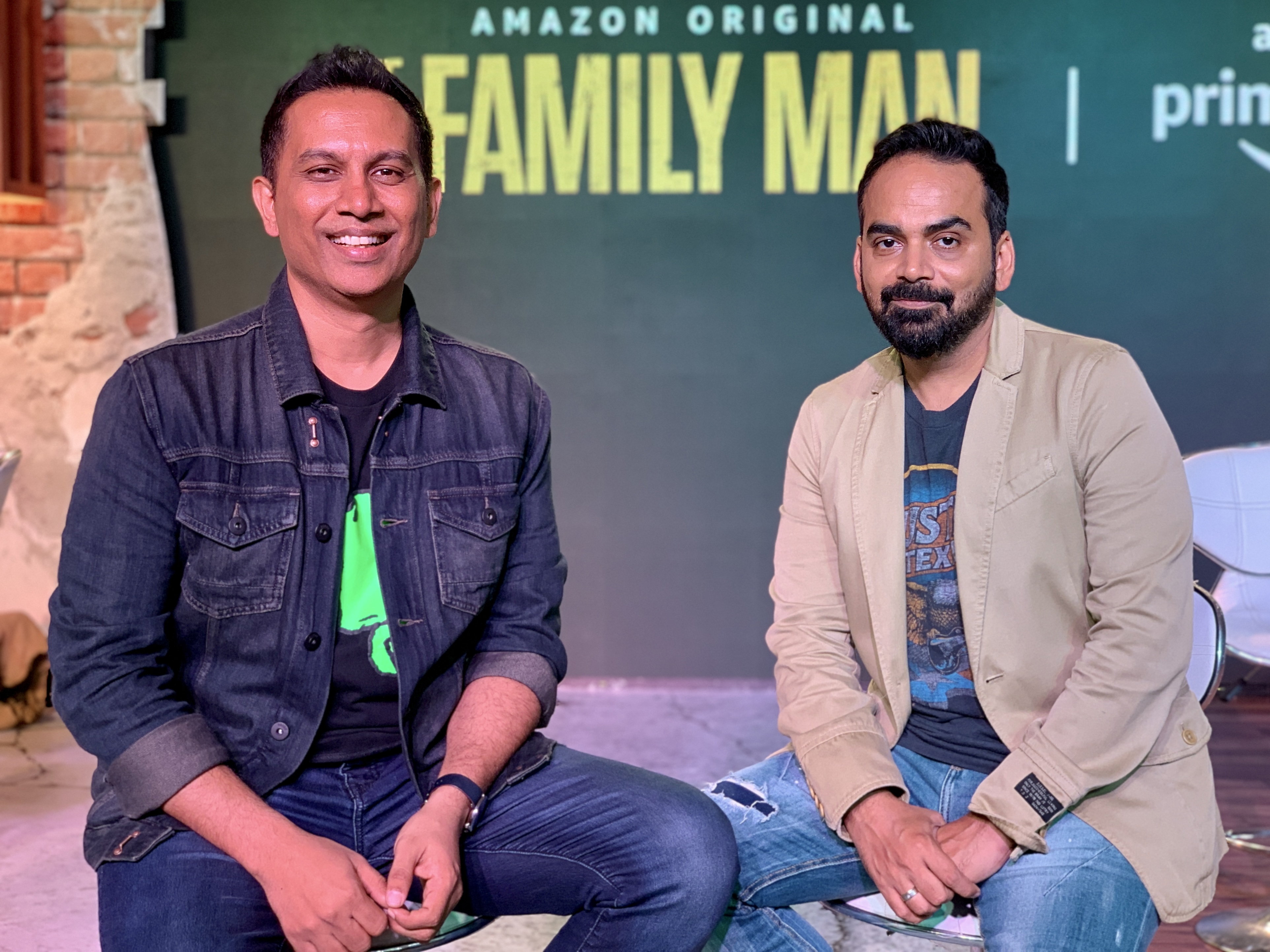
ラージ・ニディモール&クリシュナDK

『ストゥリー 女に呪われた町』は上映時間の長さが批判されたものの、エンターテインメント要素や台詞、恐怖の描写、俳優の演技などが高く評価された。Rotten Tomatoesには9件の批評が寄せられ支持率78%、平均評価6.3/10となっている。フィルム・コンパニオンのアヌパマ・チョープラーは3.5/5の星を与え、「笑いと恐怖を用いて、『ストゥリー 女に呪われた町』は重要なメッセージを伝えています」と批評している。CNNニュース18のラジーヴ・マサンドは3.5/5の星を与え、「『ストゥリー 女に呪われた町』は大笑いの瞬間とトップキャストの入り込んだ特に面白い作品です。映画は今年最高のオリジナル作品の一つであり、是非とも観賞する時間を作ることをお勧めします」と批評している。ザ・タイムズ・オブ・インディアのラチット・グプタは3/5の星を与え、高品質の脚本と台詞を評価する一方で上映時間の長さを批判し、映画には複数の曖昧なアイディアが含まれていると指摘している。ヒンドゥスタン・タイムズのラジャ・センは3/5の星を与えて俳優の演技を評価したが、脚本については「笑いには一貫性がなく、脚本はいい加減で駆け足のように感じる。アイディアは素晴らしいものの、執筆にはもう一作業必要だった」と批評している。

### 受賞・ノミネート
| 映画賞                             | 部門                 | 対象                                                        | 結果       | 出典          |
| ---------------------------------- | -------------------- | ----------------------------------------------------------- | ---------- | ------------- |
| 第25回スター・スクリーン・アワード | 作品賞               | ディネーシュ・ヴィジャン、ラージ・ニディモール&クリシュナDK | 受賞       | [ 51 ]        |
| 第25回スター・スクリーン・アワード | 監督賞               | アマール・カウシク                                          | ノミネート | [ 52 ]        |
| 第25回スター・スクリーン・アワード | 主演男優賞           | ラージクマール・ラーオ                                      | 受賞       | [ 53 ] [ 54 ] |
| 第25回スター・スクリーン・アワード | 助演男優賞           | パンカジ・トリパーティー                                    | 受賞       | [ 53 ] [ 54 ] |
| 第25回スター・スクリーン・アワード | 台詞賞               | スミット・アローラー                                        | 受賞       | [ 53 ] [ 54 ] |
| 第25回スター・スクリーン・アワード | 有望監督賞           | アマール・カウシク                                          | 受賞       | [ 53 ] [ 54 ] |
| 第25回スター・スクリーン・アワード | 新人男優賞           | アビシェーク・バナルジー                                    | ノミネート | [ 55 ]        |
| 第19回ジー・シネ・アワード         | 作品賞               | ディネーシュ・ヴィジャン、ラージ・ニディモール&クリシュナDK | ノミネート | [ 56 ]        |
| 第19回ジー・シネ・アワード         | 審査員選出作品賞     | ディネーシュ・ヴィジャン、ラージ・ニディモール&クリシュナDK | ノミネート | [ 57 ]        |
| 第19回ジー・シネ・アワード         | 審査員選出主演男優賞 | ラージクマール・ラーオ                                      | ノミネート | [ 57 ]        |
| 第19回ジー・シネ・アワード         | 助演男優賞           | パンカジ・トリパーティー                                    | ノミネート | [ 57 ]        |
| 第19回ジー・シネ・アワード         | コメディアン賞       | アビシェーク・バナルジー                                    | ノミネート | [ 57 ]        |
| 第19回ジー・シネ・アワード         | コメディアン賞       | アパルシャクティ・クラーナー                                | ノミネート | [ 57 ]        |
| 第19回ジー・シネ・アワード         | 有望監督賞           | アマール・カウシク                                          | 受賞       | [ 57 ]        |
| 第19回ジー・シネ・アワード         | 台詞賞               | スミット・アローラ－                                        | 受賞       | [ 57 ]        |
| 第64回フィルムフェア賞             | 作品賞               | ディネーシュ・ヴィジャン、ラージ・ニディモール&クリシュナDK | ノミネート | [ 58 ]        |
| 第64回フィルムフェア賞             | 監督賞               | アマール・カウシク                                          | ノミネート | [ 58 ]        |
| 第64回フィルムフェア賞             | 主演男優賞           | ラージクマール・ラーオ                                      | ノミネート | [ 58 ]        |
| 第64回フィルムフェア賞             | 助演男優賞           | パンカジ・トリパーティー                                    | ノミネート | [ 58 ]        |
| 第64回フィルムフェア賞             | 助演男優賞           | アパルシャクティ・クラーナー                                | ノミネート | [ 58 ]        |
| 第64回フィルムフェア賞             | 原案賞               | ラージ・ニディモール&クリシュナDK                           | ノミネート | [ 58 ]        |
| 第64回フィルムフェア賞             | 脚本賞               | ラージ・ニディモール&クリシュナDK                           | ノミネート | [ 58 ]        |
| 第64回フィルムフェア賞             | 台詞賞               | スミット・アローラー                                        | ノミネート | [ 58 ]        |
| 第64回フィルムフェア賞             | 編集賞               | ヘマンティ・サルカール                                      | ノミネート | [ 58 ]        |
| 第64回フィルムフェア賞             | 美術賞               | マドゥスーダン                                              | ノミネート | [ 58 ]        |
| 第64回フィルムフェア賞             | 新人監督賞           | アマール・カウシク                                          | 受賞       | [ 58 ]        |

## 続編
2018年10月、アマル・カウシクは『ストゥリー 女に呪われた町』の続編を計画していることを公表した。続編にはカウシクの他にラージ・ニディモール&クリシュナDK、ラージクマール・ラーオ、シュラッダー・カプールが引き続き参加する。